# San Michele al Tagliamento
San Michele al Tagliamento er en by og kommune i det nordlige Italien. Den hører under provinsen Venedig i regionen Veneto. Floden Tagliamento løber gennem byen.

## Bibione
Mest berømt for kommunen er dog turistbyen Bibione, som ligger helt ude ved Adriaterhavet. Der er ca. 3.000 indbyggere, men byen kan tilbyde op til 100.000 overnatningspladser fordelt på hoteller, campingpladser eller ferieboliger.